# Place du Maquis-du-Vercors
Place du Maquis-du-Vercors (náměstí Makistů z Vercors) je náměstí v Paříži. Nachází se na hranicích 19. a 20. obvodu.

## Poloha
Na náměstí směřují ulice Avenue de la Porte-des-Lilas, Avenue René-Fonck, Avenue du Docteur-Gley a Rue des Glaïeuls.

## Historie
Náměstí se nachází v místě bývalé brány Porte des Lilas, která byla součástí městského opevnění. Náměstí bylo vybudováno v roce 1969 při výstavbě okružního bulváru. 27. července 1979 bylo pojmenováno podle skupiny francouzského odboje z období druhé světové války, která působila v pohoří Vercors. Makisté je označení francouzských partyzánů.